# 9271 Trimble
9271 Trimble è un asteroide della fascia principale. Scoperto nel 1978, presenta un'orbita caratterizzata da un semiasse maggiore pari a 3,0023901 au e da un'eccentricità di 0,0185732, inclinata di 4,78469° rispetto all'eclittica.
L'asteroide è dedicato all'astronoma statunitense Virginia Louise Trimble.